# Campeonato Pernambucano de Futebol de 2025 - Série A2
O Campeonato Pernambucano de Futebol da Série A2 de 2025, oficialmente Campeonato Pernambucano Betnacional 2025 - Série A2 por questões de patrocínio, será a 32ª edição do segundo nível estadual, do futebol profissional pernambucano e organizado pela Federação Pernambucana de Futebol.
Dez equipes irão participar do certame, em busca de uma vaga para a Série A1 de 2026. Nesta edição, contará o retorno do América-PE, campeão da Série A3 de 2024 e que não disputa a competição desde 2022. Também contará com a estreia do vice-campeão, o Águia de Cumaru.

## Fórmula de disputa

### Primeira fase e Fase final
Em reunião do Conselho Técnico realizado no dia 22 de abril de 2025, a Federação Pernambucana de Futebol (FPF) publicou o edital de convocação do Conselho Técnico dos clubes que participarão da Série A2 de 2025. Na reunião realizada na sede da federação, foi decidido que a Série A2 será disputado pelas 10 associações/clubes (2 rebaixados da Série A1, 2 promovidos da Série A2 e os remanescentes na edição anterior), distribuídos em dois grupos distintos com 5 equipes cada. Na fase inicial, partidas de ida e volta contra os adversários do mesmo grupo, e na sequência, semifinal e final, sendo realizadas em duelo eliminatório. Vale ressaltar que, devido a redução da datas no calendário nacional em 2026, a Federação Pernambucana de Futebol reduziu o número de participantes na Série A1 da próxima edição, desta forma apenas o campeão da edição 2025 da Série A2, será promovido.

## Informações das equipes
| Aumento | Equipe promovida da Série A3  |
| Baixa   | Equipe rebaixadas da Série A1 |

| Pos. | Promovidos à Série A1 |
| ---- | --------------------- |
| 1    | Jaguar                |
| 2    | Decisão Sertânia      |

| Pos. | Rebaixados da Série A1 |
| ---- | ---------------------- |
| 9    | Porto-PE               |

| Pos. | Promovidos da Série A3 |
| ---- | ---------------------- |
| 1    | América-PE             |
| 2    | Águia de Cumaru        |
| 3    | Caruaru City           |
| 4    | Belo Jardim            |

| Pos. | Rebaixados à Série A3 |
| ---- | --------------------- |
| 9    | Íbis                  |
| 10   | Atlético Pernambucano |
| 10   | Flamengo de Arcoverde |
| 4    | Cabense               |

## Primeira fase

### Grupo A
| Pos | Equipe              | Pts | J | V | E | D | GP | GC | SG | Classificação ou descenso |  | AFC | CAR | POR | VIT | YPI |
| --- | ------------------- | --- | - | - | - | - | -- | -- | -- | ------------------------- |  | --- | --- | --- | --- | --- |
| 1   | Águia de Cumaru     | 0   | 0 | 0 | 0 | 0 | 0  | 0  | 0  | Próxima fase              |  | —   |     |     |     |     |
| 2   | Caruaru City        | 0   | 0 | 0 | 0 | 0 | 0  | 0  | 0  | Próxima fase              |  |     | —   |     |     |     |
| 3   | Porto-PE            | 0   | 0 | 0 | 0 | 0 | 0  | 0  | 0  |                           |  |     |     | —   |     |     |
| 4   | Vitória das Tabocas | 0   | 0 | 0 | 0 | 0 | 0  | 0  | 0  |                           |  |     |     | —   |     |     |
| 5   | Ypiranga-PE         | 0   | 0 | 0 | 0 | 0 | 0  | 0  | 0  | Rebaixado                 |  |     |     |     |     | —   |

### Grupo B
| Pos | Equipe             | Pts | J | V | E | D | GP | GC | SG | Classificação ou descenso |  | AME | BLJ | CLI | IPJ | VER |
| --- | ------------------ | --- | - | - | - | - | -- | -- | -- | ------------------------- |  | --- | --- | --- | --- | --- |
| 1   | América-PE         | 0   | 0 | 0 | 0 | 0 | 0  | 0  | 0  | Próxima fase              |  | —   |     |     |     |     |
| 2   | Belo Jardim        | 0   | 0 | 0 | 0 | 0 | 0  | 0  | 0  | Próxima fase              |  |     | —   |     |     |     |
| 3   | Centro Limoeirense | 0   | 0 | 0 | 0 | 0 | 0  | 0  | 0  |                           |  |     |     | —   |     |     |
| 4   | Ipojuca            | 0   | 0 | 0 | 0 | 0 | 0  | 0  | 0  |                           |  |     |     | —   |     |     |
| 5   | Vera Cruz          | 0   | 0 | 0 | 0 | 0 | 0  | 0  | 0  | Rebaixado                 |  |     |     |     |     | —   |